# 對馬府中藩
對馬府中藩（日语：／ Tsushima-Fuchū han */?）為日本江戶時代統有對馬國（長崎縣對馬市）全境與肥前國田代（現佐賀縣鳥栖市東部與基山町）及濱崎（現佐賀縣唐津市濱崎）的藩，別名：嚴原藩。一般都直接稱為對馬藩。「府中」則是來自於嚴原的城下町之稱。藩廳起初為金石城（現對馬市嚴原町西里），之後移往棧原城（現對馬市嚴原町棧原）。藩主歷代為宗氏，自初代藩主宗義智以來，官位皆為從四位下，官職則主要是對馬守與侍從。

## 簡歷
對馬土地貧瘠而無法耕作，除了肥前國的飛地以外可以說實際上沒有石高。
不過對馬國在朝鮮釜山擁有倭館，經濟收入仰賴與朝鮮的貿易，實際收入也相當多。江戶時代末期，因為和朝鮮的貿易萎縮，本藩也陷入財政困難。此時周圍的海域有許多歐美船隻出沒，相當重視此地國防地位的江戶幕府便提出改封宗氏至河內國10萬石領地（也有20萬石的說法）的計畫。不過因為宗氏自中世以來便擔任本地的領主，家臣們也適應了此處特別的生活方式，因此予以婉拒。
因為作為幕府與朝鮮重要的外交窗口，本藩亦合併肥前國內的1萬石成為2萬石，並自初代藩主宗義智以來，對馬府中藩一直以10萬石國主的地位受到禮遇。
第11代藩主宗義功與第12代藩主宗義功同名，這是因為第11代義功在覲見幕府將軍前忽然去世，其弟富壽便以替身身分繼承本藩。
1869年9月12日版籍奉還後改稱嚴原藩，1871年8月29日廢藩置縣後成為嚴原縣。
1884年，宗氏以伯爵之位列為華族。

## 重要年表
- 1600年　
  - 關原之戰參與西軍
  - 宗義智在萬曆朝鮮戰爭後首次被派遣至朝鮮。
- 1603年：將朝鮮俘虜數百人送還朝鮮
- 1604年：朝鮮使來到對馬，由宗義智陪伴前往京都
- 1605年：德川家康在伏見城與朝鮮使見面
- 1607年：朝鮮回答兼刷還使（第1回通信使）來島、於江戶與德川秀忠見面
- 1609年：與朝鮮締結己酉條約，恢復邦交。重新開放釜山廣域市的倭館（豆毛浦倭館）
- 1615年：宗義智去世，宗義成繼承。參與大坂之戰。
- 1617年：朝鮮回答兼刷還使（第2回通信使）來島
- 1624年：朝鮮回答兼刷還使（第3回通信使）來島
- 1636年：朝鮮通信使（第4回通信使）来島
- 1678年：釜山的新倭館完成（草梁倭館）。棧原城完成。
- 1732年：府中大火
- 1733年：府中再次大火
- 1755年：朝鮮貿易不振
- 1813年：伊能忠敬測量隊來島
- 1847年：外國船頻繁出沒
- 1857年：英國軍艦停泊淺茅灣尾崎浦，測量灣内。
- 1861年：俄國軍艦停泊淺茅灣尾崎浦，占領芋崎要求租借此地，於8月離去
- 1862年：對長同盟
- 1864年：甲子之變，勝井五八郎將尊攘派的藩士百餘人處死。
- 1865年：勝井五八郎處刑。
- 1868年：宗義達率領藩兵東上
- 1869年：版籍奉還，府中改名嚴原。
- 1871年：廢藩置縣

## 歷代藩主
- 宗家

外樣大名 2万石格 → 10万石格
官位官職除了〔〕內記述者以外，皆為從四位下，對馬守、侍從。
1. 宗義智
2. 宗義成
3. 宗義真
4. 宗義倫 〔從四位下、右京大夫・侍從〕
5. 宗義方
6. 宗義誠
7. 宗方熙
8. 宗義如
9. 宗義蕃
10. 宗義暢
11. 宗義功 〔無官位官職〕幼名：豬三郎
12. 宗義功 幼名：富壽（豬三郎弟）
13. 宗義質
14. 宗義章
15. 宗義和
16. 宗義達 版籍奉還後改名重正